# Medinilla lanceata
Medinilla lanceata là một loài thực vật có hoa trong họ Mua. Loài này được (M.P. Nayar) C. Chen mô tả khoa học đầu tiên năm 1983.